# 桑畑温泉
桑畑温泉（くわはたおんせん）は、青森県下北郡風間浦村大字易国間字湯ノ上にある温泉。大間温泉に次いで本州で2番目に北に位置する温泉である。

## 泉質
- ナトリウム・カルシウム - 塩化物泉
  - 源泉温度 35.4℃[1]
  - 湯は薄灰色を呈する。

## 温泉地
津軽海峡を見下ろす高台に、村営日帰り入浴施設「湯ん湯ん♪」が存在する。加温掛け流し濾過循環併用。内風呂と露天風呂を備え、露天風呂から昼は北海道を、夜は漁火を眺めながら入浴できる。

## 歴史
明治時代には温泉は利用されていたが、その後長く営業温泉施設は無かった。2001年（平成13年）廃校となった桑畑小学校空き地に、翌2002年（平成14年）日帰り入浴施設が作られた。

## アクセス
公共交通
- JR大湊線下北駅から下北交通バス佐井線で桑畑バス停下車、徒歩約3分。

車
- むつ市田名部市街地より約1時間。